# Handlová
Handlová (węg. Nyitrabánya, do 1907 Handlova, niem. Krickerhau) – miasto w powiecie Prievidza, w kraju trenczyńskim, w środkowej Słowacji. Składa się z trzech części: Handlová, Nová Lehota i Morovno.
Leży w Kotlinie Handlowskiej, nad rzeką Handlovka, ok. 16 km na południowy wschód od miasta Prievidza.
W mieście rozwinął się przemysł chemiczny.
Ośrodek wydobycia węgla brunatnego, w mieście znajduje się kopalnia węgla brunatnego Handlová.
15 maja 2024 w mieście doszło do próby zabójstwa słowackiego premiera Roberta Ficy. 

## Znane osoby związane z miastem
- Martin Škrtel – piłkarz Liverpool F.C.
- Rudolf Cigánik – słowacki malarz i grafik